# 중국 본토와 마카오 간 경제 동반자 협정
중국 본토와 홍콩 간 경제 동반자 협정(중국어 간체자: 内地与澳门关于建立更紧密经贸关系的安排, 정체자: 內地與澳門關於建立更緊密經貿關係的安排, 병음: nèidì yú Aòmén guānyú jiànlì gèng jǐnmì jìngmào guānxì de ānpái)은 마카오 정부와 중화인민공화국 국무원 간의 경제 협정으로 2003년 10월 18일에 서명되었다. 중국 본토와 홍콩 간 경제 동반자 협정으로 알려진 유사한 협정이 2003년 6월 29일에 홍코 정부와 국무원 간에 서명된 바 있다.